# Mary Queen of Arkansas
Mary Queen of Arkansas è una canzone del cantautore statunitense Bruce Springsteen, pubblicata nel 1973 sul suo album di debutto, Greetings from Asbury Park, N.J..

## Storia
La canzone è una delle composizioni presentate da Springsteen durante l'audizione con il discografico John Hammond del 2 maggio 1972 e durante il provino del giorno successivo per il presidente della Columbia Records Clive Davis. Fu grazie a questa e alle altre canzoni di un gruppetto tra quelle composte nell'inverno precedente, eseguite in forma acustica, che il management della casa discografica si convinse di trovarsi di fronte al "nuovo Dylan" e decise di far firmare al giovane cantautore il suo primo contratto discografico.
Tra quelle presentate, Mary Queen of Arkansas fu quella che impressionò meno il noto talent scout che rimase invece più colpito da It's Hard to Be a Saint in the City. Springsteen decise comunque di registrarla per il suo primo album in forma acustica per andare almeno parzialmente incontro alle richieste della casa discografica che voleva un disco di sapore folk. Mary Queen of Arkansas  fu quindi registrata nel giugno del 1972, insieme alle altre canzoni dell'album, per voce e chitarra acustica. In seguito Springsteen registrò la parte di armonica per la versione definitiva.
Il provino della canzone, eseguita durante l'audizione di Springsteen per la Columbia Records nel maggio 1972, fu pubblicata sulla raccolta di inediti Tracks nel 1998.
Mary Queen of Arkansas è stata suonata raramente in concerto. In tutto si contano una quindicina di esecuzioni nell'arco di oltre 40 anni. Springsteen la eseguì qualche volta nei concerti tra la fine del 1972 fino al 1974, poi la dimenticò completamente per oltre 25 anni e la eseguì in rare occasioni negli anni duemila.

## La canzone
Il titolo della canzone è ispirato a quello del film Maria Stuarda, regina di Scozia (nell'originale Mary, Queen of Scots) del regista britannico Charles Jarrott, anche se il testo nulla ha a che fare con le drammatiche vicende storiche della regina scozzese interpretata nella finzione cinematografia da Vanessa Redgrave. Nella canzone il protagonista, che si definisce un acrobata del circo, si rivolge alla sua amata e riflette sulla loro tormentata storia d'amore. Per quanto criptico, il testo ha sollevato l'idea che la Mary del titolo potesse essere la Maria cristiana, mentre secondo altre interpretazioni la protagonista sarebbe una prostituta, una "regina della strada", o comunque una amante esperta che tenta e seduce il protagonista, o addirittura una drag queen, come peraltro lascia intendere uno dei versi:
In ogni caso Springsteen stesso ha affermato che il nome gli è stato in qualche modo suggerito dalla sua educazione cattolica e che si tratta, a suo parere, «del nome più bello». In effetti Springsteen ha utilizzato molte volte il nome Mary nelle sue canzoni, ad esempio in Thunder Road e in The River, e secondo alcuni critici la Mary springsteeniana corrisponderebbe nella sua poetica a quello che Beatrice ha rappresentato per Dante. Secondo altre interpretazioni il narratore sarebbe uno schiavo innamorato che descrive il tormentato rapporto di amore/odio con la sua padrona. Il finale è tipico della narrazione del cantautore che vede nella fuga verso il Messico il modo di eludere il peso del presente e la possibilità di un nuovo inizio, di un punto di fuga, di un'alternativa, di un luogo dove ricominciare.
where I can get a good job
and start all over again clean
I got contacts deep in Mexico
where the servants have been seen»
dove possiamo andare Mary,
dove posso trovare un buon lavoro
e ricominciare onestamente tutto da capo.
Ho dei contatti giù in Messico
dove sono stati visti i domestici»

## Discografia
- 1973 – Bruce Springsteen, Greetings from Asbury Park, N.J., LP, Columbia Records KC 31903
- 1998 – Bruce Springsteen, Tracks, CD (quadruplo), Columbia Records COL 492605 2, demo acustico registrato a beneficio della casa discografia